# 史蒂夫·汉密尔顿 (篮球运动员)
史蒂夫·阿布舍·汉密尔顿（英語：Steve Absher Hamilton，1935年11月30日—），美国NBA联盟前职业篮球运动员。他在1958年的NBA选秀中第2轮第1顺位被明尼阿波利斯湖人选中。